# Ambassade d'Algérie aux Pays-Bas
L'ambassade d'Algérie aux Pays-Bas est la représentation diplomatique de l'Algérie aux Pays-Bas, qui se trouve à La Haye.